# Brigitte Lacombe
Pour l’article homonyme, voir Lacombe.
Brigitte Lacombe (23 décembre 1950) est une photographe portraitiste française. Elle vit et travaille à New York.
Elle a été lauréate du Lucie Award en 2012.

## Biographie
Elle a contribué à Vanity Fair, Acne Paper, The New Yorker, New York Magazine, The Financial Times Magazine, German Vogue, Nowness, Zeit Magazine.
En février 2016, elle fait partie du jury international des longs-métrages lors du 66e Festival de Berlin, présidé par la comédienne américaine Meryl Streep.
En août 2018, elle fait partie du jury des longs-métrages lors du 24e Festival du film de Sarajevo, sous la présidence du réalisateur iranien Asghar Farhadi.

## Ouvrages
- Lacombe cinema / theater, Schirmer-Mosel, 2001 avec des essais de David Mamet et Adam Gopnik  (ISBN 3888149495)
- Lacombe anima / persona, Göttingen, Steidl-Dangin, 2009, avec un essai de Frank Rich  (ISBN 9783865216441)
- (en) avec Edwina Dunn (texte), The Female Lead: Women Who Shape Our World, Penguin Random House 2017  (ISBN 978-1785034336)

## Prix et récompenses
- 2012 : Lucie Award, New York[1]